# Luka Maksimović
Luka Maksimović, cyr. Лука Максимовић (ur. 17 lipca 1991 w miejscowości Velika Ivanča) – serbski komik, aktywista społeczny i polityk, kandydat w wyborach prezydenckich. Znany również jako Ljubiša Preletačević Beli (cyr. Љубиша Прелетачевић Бели).

## Życiorys
Po ukończeniu szkoły średniej podjął studia z zakresu komunikacji. Przez kilka lat trenował zapasy i futbol amerykański. Wykreował i zaczął wcielać się w postać nazwaną Ljubiša Preletačević Beli, będącą parodią najgorszego polityka na Bałkanach. Charakterystycznymi elementami stały się biały garnitur, mokasyny, złoty zegarek i duży sygnet. Pseudonim „Beli” w języku serbskim znaczy „biały”. Nazwisko postaci „Preletačević” powstało na skutek gry słów – terminem „preletač” określa się w Serbii polityków zmieniających przynależność polityczną dla własnych korzyści.
Aktywność Luki Maksimovicia w tej roli koncentrowała się na serwisach Facebook i YouTube, gdzie występował jako lider fikcyjnej partii „Sarmu probao nisi”. Działalność ta przyniosła mu pewną popularność i zachęciła do wystartowania w wyborach lokalnych w 2016. Oparta na humorystycznych postulatach kampania listy wyborczej „Beli – Samo jako – Luka Maksimović” przyniosła sukces w wyborach miejskich w Mladenovacu. Komitet wywalczył 12 mandatów w 55-osobowej radzie, zajmując drugie miejsce za rządzącą Serbską Partią Postępową i wyprzedzając ugrupowania opozycyjne. Jednym z radnych został Luka Maksimović.
Satyryk zdecydował się na start w wyborach prezydenckich w 2017 jako niezależny, skutecznie rejestrując swoją kandydaturę. W wyborach (zakończonych w pierwszej turze głosowania zwycięstwem premiera Aleksandara Vučicia) zajął trzecie miejsce z wynikiem około 9,5% głosów.